# Александер-Ф'єлд Андерсен
Александер-Ф'єлд Андерсен (15 квітня 1997 , Осло ) - норвезький біатлоніст. Переможець етапів Кубка IBU, призер чемпіонатів Європи.

## Кар'єра
На етапах Кубка світу дебютував у сезоні 2019-2020 у Гохфільцені, де посів 33-тє та 27-ме місця у спринті та перегонах переслідування відповідно.
2020 року здобув дві медалі чемпіонату Європи, бронзову в спринті та бронзову в змішаній естафеті разом з Осне Скреде, Ідою Лієн та Сівертом Баккеном.
У сезоні-2020-2021 вперше відібрався в мас-старт на етапі Кубка Світу в Гохфільцені.

## Родина
Молодший брат Філіп Андерсен також займається біатлоном.

## Результати за кар'єру
Усі результати наведено за даними Міжнародного союзу біатлоністів.

### Кубки світу
- Найвище місце в загальному заліку: 40-ве 2021 року.
- Найвище місце в окремих перегонах: 12-те.

#### Підсумкові місця в Кубку світу за роками
| Сезон     | Інд. перегони | Інд. перегони | Спринт | Спринт | Перегони пер. | Перегони пер. | Мас-старт | Мас-старт | Заг. залік | Заг. залік |
| Сезон     | Бали          | Місце         | Бали   | Місце  | Бали          | Місце         | Бали      | Місце     | Бали       | Місце      |
| --------- | ------------- | ------------- | ------ | ------ | ------------- | ------------- | --------- | --------- | ---------- | ---------- |
| 2019-2020 | -             |               | 8      | 74     | 27            | 46            | -         |           | 35         | 65         |
| 2020-2021 | -             |               | 42     | 49     | 37            | 41            | 55        | 25        | 134        | 40         |

### Чемпіонати Європи
- Мінськ 2020 :
  -  Бронзова медаль у спринті.
  -  Бронзова медаль у змішаній естафеті.